# Гиркания (крепость)
Гирка́ния (др.-греч. Ὑρκανία, араб: Хирбет аль-Мирд, ивр. הורקניה‎) — остатки древней крепости в Иудейской пустыне, в 16 км к юго-востоку от Иерусалима, на конусообразной горе высотою 200 м. В византийскую эпоху на этом месте существовал монастырь Кастельон.

## История

### Хасмонейская крепость
Крепость построена в конце II в. до н. э. иудейским царём Иоанном Гирканом I и, по-видимому, была названа в его честь. Иосиф Флавий впервые упоминает Гирканию во время правления царицы  Саломеи Александры, описывая события 75 года до н. э.:

Царица доверила им (придворным) охрану различных местностей, кроме, впрочем, Гиркании, Александриона и Махерона, где она держала свои драгоценности— Иосиф Флавий, Иудейские древности, книга XIII, 16.3
Вокруг крепости в 57 году до н. э. шла борьба последних хасмонейских правителей с римскими завоевателями. Вскоре римляне разрушили крепость до основания.

### Иродианская крепость
Ирод I Великий заново отстроил Гирканию. При нём она получила новое предназначение. Стала не только крепостью-дворцом, но и царской тюрьмой, где исчезали соперники и подозреваемые в измене. В том числе, по приказу Ирода здесь был похоронен его сын Антипатр, убитый всего за пару дней до смерти самого царя.

### Монастырь Кастельон
В 492 году н. э. Савва Освященный основал на месте Гиркании один из монастырей киновенного типа. Отшельники проживали в нём вплоть до XIV века. Исследователи полагают, что греческое название Kastellion восходит к арамейскому описательному термину marda («крепость»). 

## Археология
До сих пор на Гиркании не проводилось основательных раскопок. В основном здесь работали «чёрные археологи», искатели сокровищ. Согласно Медному свитку, самому таинственному среди кумранских рукописей, в районе Гиркании была спрятана часть сокровищ Второго Храма. Недалеко от крепости были найдены две узкие пещеры-туннели с многочисленными ступеньками, ведущими вниз. Охотники за сокровищами и израильские археологи расчистили значительную часть этих вырубленных в скале пещер, однако, кроме одного сосуда периода Хасмонеев, ничего не нашли.
От иродианского дворца сохранился мозаичный пол, от византийского монастыря – фундамент небольшой церкви.
Одна из самых интересных достопримечательностей Гиркании – это система водоснабжения крепости. К горе подходит акведук, который подавал воду из ущелья Кедрон. По добротно построенному высокому мосту вода добиралась до нижних водных цистерн крепости. Рядом находятся остатки двух больших бассейнов и фруктового сада, служивших жителям крепости.